# Notre-Dame de la Grand'Porte
Notre-Dame de la Grand'Porte è una statua della Vergine con il Bambino che si trova nella Cattedrale di San Vincenzo a Saint-Malo. È classificata come Monumento storico di Francia dal 25 ottobre 1919
Inizialmente posta sopra la Grand'Porte, detta Porte Notre-Dame dei bastioni di Saint-Malo intramuros, essa è stata rimpiazzata da una copia e l'originale, dopo il restauro, è stato installato nella cattedrale di Saint-Malo nel 2003 per proteggerlo dall'aria marina e dalle intemperie. 
La statua daterebbe dal XV o dal XVII secolo. Essa è costruita in calcare e dipinta. Se ne ignora la provenienza (Normandia, Turenna, Spagna, ..) ma certamente non è stata scolpita a Saint-Malo. Molte leggende e miracoli le sono attribuiti: alcuni marinai l'avrebbero trovata galleggiante sull'acqua e portata a Saint-Malo; un bambino l'avrebbe vista nel 1378 puntare un dito al suolo, il che avrebbe consentito di scoprire un tunnel attraverso il quale gli Inglesi tentavano d'introdursi nella città; ella si sarebbe alzata e avrebbe fermato l'incendio della città del 1661, incendio nel quale la statua fu parzialmente bruciata. Ciò le valse l'appellativo di « Notre-Dame des Miracles»». 
Durante la Rivoluzione, la statua fu decapitata e poi restaurata qualche anno dopo. Nel 1842, una petizione esigette che essa fosse mantenuta sopra la Grand'Porte.
Il 13 agosto 1944, nella battaglia per la liberazione di Saint-Malo, essa fu ribaltata a causa della vicina esplosione di un proietto di obice.